# I Love to Sing the Songs I Sing
I Love to Sing the Songs I Sing è il nono album del cantante statunitense Barry White, pubblicato nel 1979 dalla 20th Century Records.

## Storia
I Love to Sing the Songs I Sing concluse il contratto di Barry White con la 20th Century. Sempre più insoddisfatto del management della 20th Century, decise di lasciare la compagnia e di firmare un contratto per un'etichetta personalizzata con la CBS Records per pubblicare il proprio materiale sotto il marchio della propria Unlimited Gold. Il primo album di White con la nuova etichetta, The Message Is Love, fu pubblicato pochissimo tempo dopo I Love to Sing the Songs I Sing. A causa dell'attenzione e dell'interesse focalizzato sul suo ben pubblicizzato accordo con la CBS, I Love to Sing the Songs I Sing passò largamente inosservato. È stato l'album con meno successo della carriera di White con la 20th Century, avendo ottenuto soltanto il #40 della classifica R&B, la vetta della quale era stata raggiunta da ben sei dei suoi otto album precedenti. Nessun singolo pubblicato riuscì a provocare alcun impatto.

## Tracce
1. I Love to Sing the Songs I Sing (Politi, White, Wilson, Wilson) - 2:50
2. Girl, What's Your Name (Pearson, White, Wilson) - 4:08
3. Once upon a Time (You Were a Friend of Mine) (Coleman) - 6:01
4. Oh Me, Oh My (I'm Such a Lucky Guy) (Cooksey, Politi, White, Wilson) - 5:04
5. I Can't Leave You Alone (Sepe, White, Wilson) - 3:25
6. Call Me Baby (Coleman) - 8:04
7. How Did You Know It Was Me? (Coleman) - 6:47

## Singoli
- "I Love to Sing the Songs I Sing" (US R&B #53)
- "How Did You Know It Was Me?" (US R&B #64)